# Александар Туфери
Александар Туфери (фр. Alexandre Tuffère; Атина 8. јун 1876 — Атина, 14. март 1958) бивши је француски атлетичар, који је учествовао на првим Олимпијским играма 1896. у Атини. Такмичио се у троскоку и скоку удаљ.
На такмичењу у троскоку освојио је сребро, остваривши резултат од 12,70 метара, што је био за читав метар слабији резултат од оног који је постигао Американац Коноли. Наступио је још у дисциплини скок удаљ, као један од деветорице пријављених такмичара. Његов резултат није остао забележен, али је познато само да није био међу прва четири такмичара.
Наступио је и на Олимпијским играма 1900. у Паризу, у дисциплини троскок, где је заузео шесто место.